# Juicio de Paris (Botticelli)
El Juicio de Paris es una pintura producida por el taller de Sandro Botticelli y terminada hacia 1485. En su elaboración pudo haber participado Jacopo di Domenico. El cuadro es actualmente propiedad de la Fundación Giorgio Cini, de Venecia.

## Descripción
Se trata de una tabla de 81 x 197 cm pintada al temple. Por su aspecto general, el fondo debió de cubrirse previamente de una capa cerúlea sobre la cual se sobrepondrían después los objetos y las figuras;  el cielo y el mar dejan entrever gran parte de esa tonalidad. La mitad inferior de la tabla está dominada por los verdes de la hierba y las plantas; el blanco y el rojo de parte de los ropajes de las figuras destacan llamativamente sobre el contexto general.
Horizontalmente, la pintura puede dividirse en dos mitades de extensión semejante. La parte derecha está ocupada por el protagonista masculino del episodio (que tiene en su mano una esfera dorada con una inscripción) y sus animales: dos perros, un hatajo de cabras y ovejas, y una cabeza de bovino. Detrás, cuelgan de una rama la cantimplora y el zurrón del pastor. Más lejos, en un suave montículo, se abre la entrada a una gruta. Al fondo, se ve una mar en calma sobre la que reposa un barco con sus velas plegadas. En el extremo derecho, se distingue una ciudad costera.
En la parte izquierda destacan las tres figuras femeninas: dos miran hacia el pastor mientras que una de ellas, en cambio, vuelve su rostro hacia el lado contrario y fija la atención en una de sus compañeras. Más a la izquierda, corre un arroyuelo al que acuden dos garzas negras. Detrás, en la bahía, pueden verse dos naves amarradas y, sobre la costa, la estructura de otras dos en construcción. Más al fondo, se divisa otra ciudad.

## Significado convencional
La pintura representa el episodio mitológico conocido como Juicio de las diosas. Paris, mientras apacienta sus animales en el monte Gárgaro, recibe la visita de Afrodita, Hera y Atenea; el príncipe pastor debe decretar cuál de las tres diosas es digna de recibir la manzana de oro que la declare como la más hermosa. En la esfera, puede leerse la inscripción PULCHRIORI DETUR. (‘a la más hermosa se dé,’ adaptación medieval, poco correcta gramaticalmente, del griego καλλίστῃ, que en latín clásico sería PULCHERRIMÆ).
En la escena del cuadro, Paris parece estar ofreciendo ya el codiciado premio; se podría decir que Afrodita es la figura vestida de blanco, la más cercana a Paris y que casi roza con sus dedos la esfera dorada; si fuera así, quizás la figura del manto verde fuese Hera, que mira a Atenea, la más alejada del pastor y más joven en apariencia. 
La suave loma representa el monte Gárgaro, en el que pastoreaba Paris cuando las diosas se presentaron ante él. El bóvido puede ser un recuerdo del toro de Agelao con el que el príncipe troyano ganara tantos combates. El arroyuelo que discurre a la izquierda de la escena podría identificarse con el río Escamandro, que se relaciona con el mito en algunos relatos. La ciudad antigua del fondo a la izquierda puede entenderse como una representación de Troya pues, en ella, se distinguen claramente varios edificios idénticos a los de Roma, la Nueva Ilión: de izquierda a derecha, el Arco de Constantino –parcialmente representado–, las Termas de Diocleciano, el Coliseo, la Torre delle Milizie –duplicada–, el Panteón y la Columna Trajana. La ciudad de la derecha, de arquitectura moderna, en cambio, no puede relacionarse con Esparta; tan solo se podría colegir que se trata de una importante capital marítima.

## Significado intrínseco
Desde la segunda mitad del siglo XV, el Juicio de Paris se había convertido en un motivo utilizado por los artistas para elogiar la prudencia y la inteligencia de sus mecenas. Marsilio Ficino fue uno de los primeros en recurrir a este tópico en una alabanza a Lorenzo de Médicis, del que dijo que, a diferencia del troyano, el príncipe florentino no había descartado a ninguna de las tres deidades y que, por eso, había recibido de Palas la sabiduría, de Hera el poderío y de Afrodita la gracia.
Sin embargo, este cuadro interpreta el episodio de un modo un tanto inusual. Si bien es cierto que en la primera parte del Cuatrocientos era habitual representar a las diosas vestidas, Botticelli podría haber pintado a las tres competidoras desnudas: así aparecería la divinidad chipriota en su Nacimiento de Venus; también Cloris y las Gracias de la Primavera mostraban, bajo unas sutiles transparencias, sus cuerpos; en la Calumnia de Apeles, la Verdad se presentaría sin ropaje alguno pese a que la pintura se realizó en pleno régimen savonarolense.
Mientras que el protagonista masculino es caracterizado como un pastor con su tirso, las figuras femeninas no se acompañan de sus atributos habituales: no vemos ni el yelmo o la lanza de Atenea ni el pavo real de Hera; ningún amorcillo alado aparece junto a Afrodita. Así, resulta objetivamente imposible decidir con qué diosa puede identificarse cada una de las tres mujeres. Por otro lado, las dos figuras de la izquierda muestran unos rasgos faciales precisos, nítidos: como en otras pinturas de Botticelli, podrían ser retratos de dos coetáneas suyas. En cambio, la figura más próxima al pastor, aunque por su postura y apariencia también es característica del taller del maestro florentino, presenta un rostro mal definido –incluso se podría decir que algo desfigurado. Pueden proponerse, al menos, dos hipótesis para explicar esta llamativa divergencia: es posible que la faz de la mujer de blanco no fuese completada por Botticelli, sino por uno de sus ayudantes menos diestros; o bien, podría haberse cubierto el rostro original –que habría sido también un retrato como en los casos de sus dos acompañantes– por una imagen genérica, impersonal, de taller (para confirmar o desmentir el supuesto pentimento sería necesario un examen minucioso de la tabla).
Tampoco deben pasarse por alto las vestiduras y ornamentos de las protagonistas. Las dos figuras de la izquierda se cubren con sendas túnicas; sus ropas son de colores vivos. Ambas llevan collares idénticos: están formados por pequeñas cuentas esféricas de coral; de la sarta principal, pende un dije de varias piezas de azabache. La dama más cercana al joven, en cambio, no cubre con ningún manto su vestido blanco; su collar es, además, diferente a los de sus dos competidoras. La diferencia de los ropajes y adornos entre la primera figura y las otras dos parecen sostener la suposición de que la dama más cercana a Paris sea Afrodita.
Sin embargo, los gestos de los personajes parecen proponer otra solución. La figura femenina más próxima a la esfera dorada no busca la mirada del pastor sino que fija la vista en la manzana de la discordia; por su parte, la dama del centro, mientras pretende con la mano izquierda el codiciado objeto, vuelve en cambio su rostro hacia la compañera que tiene a su derecha. En realidad, solo la joven de la túnica roja mira directamente al pastor y solamente ella no alarga la mano hacia el premio, sino que la posa suavemente en su pecho para señalar su propia persona. El pastor, desde luego, no pone los ojos en la dama que tiene al lado: su mirada se dirige a lo lejos, hacia la única que fija la vista en él.
Si la figura más lejana, y no la más próxima, fuese la elegida por el pastor, serían más comprensibles la indefinición del rostro de la dama de blanco, la atención de la segunda figura femenina hacia su competidora, el gesto de identificación de la joven envuelta en el manto rojo y el intercambio de miradas entre ella y el pastor. Siguiendo este razonamiento y teniendo en cuenta todas las particularidades que apartan al cuadro de otras representaciones más habituales del episodio mitológico, podríamos aventurar la hipótesis de que, en realidad, el Juicio de Paris de Botticelli sea, más bien, una variación del tema clásico. Al menos dos de las figuras femeninas no debieran considerarse deidades sino, simplemente, mortales, coetáneas del pintor, probablemente hermanas –de ahí que vistan de un modo similar y lleven collares idénticos. El pastor tampoco debe identificarse plenamente con Paris: solo se le asemeja en que, como el príncipe troyano, debe elegir entre tres mujeres (de hecho, el rostro del personaje masculino también podría ser un retrato).
La obra podría haber sido, pues, la celebración de una promesa matrimonial en la que los novios, representados como el pastor y la joven de la túnica roja, se asimilasen a dos de los personajes del mito. Avalaría también esta hipótesis la guirnalda que adorna la cabeza del protagonista.